# トリポッド・シリーズ
『トリポッド・シリーズ』（The Tripods）は、1967年から1988年にかけて、英国の小説家ジョン・クリストファーによって書かれたジュブナイル向けのSF小説シリーズ。
H・G・ウェルズの『宇宙戦争』は本作と直接の関係はないが、3脚の巨大マシンを使った異星人の侵略、という点で本作の原点となっている。また、主人公がイギリス人であり、一人称小説である点も共通している。

## 概要
第1巻は侵略SFであり、日常が浸食され、そこからの逃亡が描かれている。第2巻では、征服後100年程度経過した世界が舞台となっており、トリポッドの支配から脱出し、さらには地球を奪還する展開となっているが、解放後は人類間で敵対してしまい、今度は主人公たちがその修復を決意するところで終了する。

### 出版状況
時系列順とし、オリジナルを優先する。最後に書かれた前日譚が第1巻になるため、第2巻からの記載となる。
| 巻数  | イギリス（オリジナル）              | 学習研究社（亀山龍樹訳） | ハヤカワ文庫（中原尚哉訳） |
| ----- | ----------------------------------- | ------------------------ | -------------------------- |
| 第2巻 | The White Mountains（1967年）       | 鋼鉄の巨人（1977年）     | トリポッド2 脱出（2005年） |
| 第3巻 | The City of Gold and Lead（1967年） | 銀河系の征服者（1978年） | トリポッド3 潜入（2005年） |
| 第4巻 | The Pool of Fire（1968年）          | もえる黄金都市（1979年） | トリポッド4 凱歌（2005年） |
| 第1巻 | When the Tripods Came（1988年）     | （刊行なし）             | トリポッド1 襲来（2004年） |

ハヤカワ版は前日譚（第1巻）からの発売となっている。

## トリポッド（3本足）と異星人、用語
ハヤカワ版の訳語を優先する。なお、第1巻と第2巻の時代差は、およそ1世紀ある。
トリポッド
学研版では「3本足」。異星人の操る巨大な機械（全高は20メートル以上）だが、搭乗者が判明するのは第3巻の中盤になってからであり、劇中の人物にとっては「自律する機械かもしれない」という可能性も考えられていた。
その名の通り3本の足で立ち、歩行する。3脚の上には半球形のカプセルが乗っており、コックピットになっている。
収容可能な触手が3本格納されており、ある程度の伸縮が可能。納屋を一撃で半壊させる程度の威力があるが、上限は不明。戦車を持ち上げ、締め潰してしまったことから、かなりの攻撃力を備えている。
地球人から見れば異形の形状だが、異星人自体が3本足と触手を持っているため、彼らにとっては「（巨大な）人型の機械」である。
移動の不安定さ、現代兵器（第1巻）でも容易に破壊できることから、総合的な戦闘力は決して高いとは言えない。
暗闇で足元の物体を調べるのにサーチライトを使ったことから、赤外線暗視装置が設置されていない、とワイルド・ビル（物理教師）は見ていた。
異星人の都市内では、さらに小型のトリポッドも確認されている。主に「光球追い」と呼ばれる、バスケットボールに似たスポーツで使用されている。
主人（異星人）
第3巻に登場する異星人の都市では「主人」（学研版では「マスター」）と呼ばせており、地球人を奴隷化している。
襲来当時の地球人に比べ技術レベルは遙かに凌駕しているが、彼らから見ても地球人は侮れない戦闘レベルではあり、正面から侵略を始めれば自分たちの受ける被害も甚大である事を予想して、テレビを利用した間接的な洗脳作戦で徐々に地球人を支配下に置いていった。この侵略の手口は第3巻で概要が語られ、後年それに基づいた展開の侵略エピソード(第1巻)が作られた。
地球人（キャップ人）の文明レベルを産業革命以前に留めており、電力や内燃機関は与えていない。そのため、馬やロバが鉄道を引いたり船の動力となっている。
地球人とはかなり異なる概念を持ち、一例として、彼らは地球人のいわゆる「建前と本音」を理解できない(例えば「嘘」という行為について、彼らには嘘をつくという概念自体が全くない。そのため地球人の書いた架空の物語の内容を真に受けたりもする)。
完全な単一民族であり、母星においても人種や言葉の違いは全くなく、地球人に多種多様の人種や言葉がある事も彼らの理解の範囲外であり、嘲笑の対象にすらなる。
地球よりも重力の強い星の出身で、その大気も地球人にとっては猛毒となる。反面、地球の空気が彼らにとっての毒となり、直接吸うと死んでしまう。
星を征服し植民するために活動しており、地球もその一環である。彼らの宇宙船は光速に近い速度を出せるが、地球到達にはかなりの時間を要した。地球人に比べて寿命が遙かに長く、ウィルが「仕える」事になった個体も地球侵略時の一員である事が示唆されている。
地球人より遙かに巨大な体躯や体力を持ち、まともに格闘すれば地球人数人がかりでも苦戦する。一方で顔面のある部分が致命的な弱点であり、人間のパンチで絶命させる事も可能。
地球の大気を彼らに適したものに変える計画を実行しており、第3巻でそれが判明した時は「あと4年」であり、人類は反撃へ残された時間が短いことを知り、動揺する。
都市は3つあり、ヨーロッパと、そこから東に当たる地点。もうひとつは北米である。
キャップ（キャップ人）
学研版では「頭の輪」。これを付けられた者がキャップ人と呼ばれている。金属のワイヤーメッシュでできている（当初はゴムも使用されていた）。
これを装着すると、トリポッドに対する反抗心や懐疑心がなくなり、彼らへの奉仕を無上の喜びと感じるようになる。事実上の奴隷化である。
ただし、元の性格から残されている部分もあり（高潔な善意や、地方間での敵対心など）、トリポッドの支配に支障のない部分に関しては影響されていない。
第2巻以降では、14歳の誕生日にトリポッドの中でキャップが装着され、これが「戴帽式」と呼ばれて成人式を兼ねている。この年齢が選ばれているのは、肉体の成長が終わる年齢だからである。
一部の異星人は「時期を早めるべき」と考えている。これは、反抗心が14歳未満に見られるためであるが、そうなると金属が装着されてからも成長が続くため、人間にとっては害となり、したがって寿命が縮められてしまう。その弊害があるが、彼らは「治安維持にはやむをえない」と考えている。
キャップを外すと支配力も消えるため、トリポッドが撲滅された後には多くの地球人が元の自我を取り戻している。
はぐれ者
第2巻以降に登場する。学研版では「さまよいさん」。キャップとの適合が上手くいかず、精神異常を起こしたキャップ人を指す。
故郷で正業に就くことが出来ず、放浪する事になる。社会不適合者ではあるが、大人しい者が多く、主人公（ウィル・パーカー）の住むイギリスの村でははぐれ者を収容する設備があった。一方、海の向こう（フランス）では、そのような施設はなく、乞食同然の生活を送っている。
第2巻に登場するオジマンディアスは、はぐれ者を装い（キャップは偽装である）、トリポッドの支配に疑問をもつ少年たちを探していた「白い山脈」のメンバーであった。
白い山脈
第2巻以降に登場。スイスの山奥に存在する。キャップを拒んだ自由民が集っている。
過去の文献などから「古代人」（トリポッドに征服される前の人類を指す）を研究し、その文明を蘇らせ、トリポッドの打倒を計画している。
代表者はユリウスという老人で、60歳以上。
第1巻の主人公、ローリー・コードレイたちが落ち延びた場所が、その始まりとなっている。

## ストーリーと登場人物
第1巻（前日譚）と第2巻以降は100年ほどの時代差があり、登場人物に重複がないため、区分する。

### 第1巻（前日譚）
時代設定は、家庭用ビデオデッキが普及し、また家庭用コンピューターゲームも普及している頃である。従って発表当時の1988年前後、もしくはそこから遠くない未来と思われる。
ストーリー
サマーキャンプをしていたローリーとアンディの前に、突如3本足の巨大機械が襲撃してきた。その時は戦闘機によりあっさり破壊されてしまったが、トリポッド（3本足）を操る異星人たちはテレビ番組『トリッピー・ショー』（トリポッドを扱った作品）やキャップを使った洗脳作戦で地球人をみるみるうちに服従させて行く。ローリーは家族やアンディと共にキャップ人からの逃避行を続け、スイスの山岳地帯へとたどり着き、そこで後に「白い山脈」と呼ばれるトリポッドへの抵抗勢力を作り上げて行く。

#### 主な登場人物
少年の逃避行という性格上、主人公とその家族が主要人物となる。
ローリー・コードレイ
本作の主人公。イギリス人の少年（14歳ぐらい）。アンディと共にオリエンテーリングに参加し、ダートムーアに降下したトリポッドの第一発見者となる。
物理は苦手であり、父親とも疎遠であるが、性格や能力に際立った特徴が少ない。反面、友人や仲間思いなところがあり、無謀な行動に出ることもある。
旅の中で、家族の絆を強めていく。
アンディ
ローリーの友人。母親がトリッピー（『トリッピー・ショー』の心酔者）となり、行方不明となったため、ローリーの家に同居する。スイスまで同行する事になる。
マーティン・コードレイ
ローリーの父親。不動産業に従事している。妻が出て言った後、イルサと再婚する。
イルサ・コードレイ
マーティンの後妻でローリーの継母。スイス出身。ローリーを「ロウリー」と呼ぶが、彼自身は気に入らない。ドイツ語なまりの英語を使う。
実家に両親が健在だが、父親が健康を害したため、一時帰郷した。彼女を頼り、コードレイ一家はスイスへ向かう。
アンジェラ
イルサの連れ子でローリーの義理の妹。7歳。『トリッピー・ショー』の大ファンで録画している。洗脳されて暴れたが、医者に催眠を解かれる。
マーサ・コードレイ
ローリーの祖母でマーティンの母親。70代。貴金属や骨董品を扱っている。行動力に富んでおり、交渉や行動指針など、逃亡中のコードレイ家を牽引力となった。
ワイルドビル（ワイルド・ビル・ホッキー）
本名はホッキー。ローリーの学校の物理学教師。あだ名は、背を向けていても気配を感じ、態度の悪い生徒にチョークや黒板消しを命中させる達人であることからワイルド・ビル・ヒコックにちなむ。
最初はトリポッドを軽視し「赤外線装置も装備してない」といっていたが、トリッピーに変貌する。
ルディ
スイス人の少年で、父親は村の駐在。
両親を含む村の大人が残らずキャップ人となり、アンディにキャップの装着を強要したため、彼を助け、ローリーたちと共に逃亡する。

### 第2巻から第4巻（旧3部作）
時代設定は前作から約1世紀後である。1966年付けの墓標が登場しており、第1巻の時代設定は発表当時の1967年頃、もしくはそこから遠くない未来と思われる。

#### ストーリー
第2巻
100年ほど後、既に地球のほとんどはトリポッドに支配され、文明も中世レベルにまで後退していた。人々は14歳になるとキャップを被せられ、トリポッドの支配も疑うことなく受け入れていた。イギリスのウィンチェスターに住む少年ウィル・パーカーは、まだ戴帽式（キャップを被せられる儀式で、事実上の成人式に当たる）が済んでいないためそんな状況に疑問を抱いていた。キャップによる洗脳がうまくいかず精神に異常をきたしたはぐれ者（さまよいさん）のふりをして、抵抗勢力に参加する意思のある若者をさがしていた男オジマンディアスとの出会いをきっかけに、ウィルは従兄弟のヘンリー、途中で出会ったフランス人少年ビーンポール（本名はジャン＝ポール））と共に、トリポッドへの抵抗勢力の集まる「白い山脈」へ旅立つ。
第3巻
「白い山脈」に参加したウィルたちだったが、メンバーの誰一人としてトリポッドの詳細はわからない。トリポッド自体が意思を持つ存在なのか、それとも別の生命体が操縦している機械にすぎないのかも全くわからない。そのため、奴隷としてトリポッドの都市に送り込まれるキャップ人たちと共に、数人のメンバーが奴隷になりすまして都市に潜入するという作戦が立てられた。ウィルは、ドイツ人少年フリッツと共にトリポッドの「黄金と鉛の都市」へ潜入し、トリポッドがただの機械にすぎず、主人（マスター）を自称する3本の足、3本の触手を持つ異星人によって操縦されていることをはじめ、彼らについての様々な情報を探り出す。
第4巻
ウィルたちは無事に都市からの脱出に成功した。持ち帰ったデータや、新たにトリポッドを破壊して捕獲した主人の一人・ルキの生態調査から得られる情報、さらに古代人たちの残した技術の復活、世界中を回って、新たに仲間として迎え入れた少年たち、そして他の抵抗組織との提携など、主人たちへの反攻計画は着々と進んでいた。やがて「白い山脈」メンバーは、世界に3つある都市へ侵入し、同時に行動を起こして都市機能を完全に麻痺させる作戦を実行に移した。ウィルはフリッツと共に再び都市へ潜入、作戦により一時的に意識を失い、行動不能となった主人たちを尻目に、都市の中枢部である炎の池にたどり着き、仲間の犠牲と引き換えに都市の破壊に成功、3つの都市のうち、2つが破壊された。だが主人たちは、残った最後の都市の周辺を焦土と化し、人間たちの侵入を阻止して、近いうちにやってくる母星からの援軍を待つ構えをとった。援軍が到着すれば、地球は主人たちの母星と同じ大気構造に換えられ、主人以外の生物はほぼ死に絶えることになる。そうなる前に、何としても最後の都市を破壊しなければならない。いよいよ最終決戦の時が近づいてきた。

#### 主な登場人物
主人公たちの区分は、ハヤカワ版の人物紹介ページ及び帯に準ずる。

##### 主人公たち
4人のうち、フリッツのみ第3巻からの登場となる。
ウィル・パーカー
3部作の主人公。イギリス人の少年で、父親は粉引き小屋を所有している。当初は13歳で、戴帽式を翌年に控えていた。
友人であり従兄弟でもあるジャックが戴帽式を終え、性格が変わってしまったことからキャップへの疑念を強める。同じころ、はぐれ者のオジマンディアスと出会い、キャップを潔しとしない自由民の集団「白い山脈」の存在を知り、そこを目指して旅に出る。
性格は直情径行であり、分別に欠ける面もあるが、友情には篤い。また、幸運に恵まれ（ユリウスの言）ており、第3巻での都市潜入作戦では話好きの「主人」（異星人）に飼われ様々な情報を得、その弱点を偶然から発見し、死亡させている。
第4巻ではフツッツと共に旅商人に扮し、キャップに疑問を持つ少年少女を集める任務に携わる。その後、気球のテストパイロットとなり、最後の攻撃にも参加した。
ヘンリー・パーカー
ウィルの従兄弟で、同じ村に住んでいる。最初は仲が悪かったが、ウィルの逃亡計画を知り、同行する。旅を終え、「白い山脈」に辿り着くころには親友となった。
第3巻では序盤にわずかな登場シーンがあるのみ。第4巻では、直接の活躍シーンは少ないが、ウィルらと並行して重要な任務（北米の異星人の都市を叩く）を任されており、上層部からの信頼も厚い。
3大都市同時攻撃作戦は、ヘンリーの統率する北米のみ失敗。第2次攻撃の航空機編隊も全滅し、第3次計画の気球による爆撃作戦に従事。作戦に使用された爆弾は都市の外壁を破壊するに十分の威力があったが、都市の外壁に当たって跳ね返ってから爆発するため破壊するまでの威力にならない事に気付き、最後は自らが外壁に降りて爆弾を自らの手で設置して押さえるという方法を取った。結果爆弾は本来の威力を発揮して都市破壊は成功させるも、自らもその若い命を散らす事になった。
北米への使者として旅立って以降、人間的成長を遂げており、人類の共存に夢を託していた。その夢はウィル、ビーンポール、フリッツの3人に受け継がれる。
ビーンポール（ジャン＝ポール）
フランス人の少年。本名はジャン＝ポールだが、ひょろりとした体格なので「豆づるの支柱（ビーンポール）」とヘンリーに言われ、以後、それがウィルらの間では定着した。ただし、ユリウスなどは本名の「ジャン＝ポール」で呼んでいる。
登場当初から眼鏡をかけているが、望遠鏡を参考にした自作(この時のくだりで、眼鏡の技術どころか概念すら失われていた事が分かる)であり、不格好な代物であった。第4巻では改良され、見栄えも良くなっている。
本を読み、独学で技術や知識を蓄えていた。蒸気機関のことも推測している。英語も学習しており、フランスで渡ったウィルらの心強い仲間となった。
第3巻では競技会への参加メンバーに選ばれたが、決勝で失敗し、異星人の都市に潜入することは出来なかった（各競技の優勝者は、トリポッドの都市に連れて行かれる習わしであり、それを利用した潜入作戦であった）。しかし、都市の近くで野宿しており、脱出してきたウィルを救う。
第4巻では科学者グループに属しており、現場には出ないものの技術の「再発明」に力を注いでおり、かなりの地位に上っている（人事に口出しできる身分）。
最後の攻撃手段である気球も、彼が再発明した物である。
フリッツ
ドイツ人の少年。第3巻から登場。無口で陰気な性格で、付き合いづらいものの、任務をこなす確実性は高い。
邦訳では学研版とハヤカワ版では一人称、二人称や口調が異なる(学研版では「僕」「君」、ハヤカワ版では「俺」「おまえ」)。
競技会で優勝し、ウィルと共に異星人の都市に入り込む。「主人」からの虐待に耐えながら情報を集め、窮地に陥ったウィルを救い、逃す。
第3巻のラストで生還せず、死亡したものと思われたが、遅れて脱出していた。第4巻でウィルと共に旅商人に身をやつし、少年少女をスカウトして回る。

##### その他の登場人物
第2巻に登場。
ジャック・リーパー
ウィルの従兄。仲が良く、いわゆる「秘密基地」を作り上げ共有していた。年長のため、先に戴帽式を終え、性格が一変する(それまではウィル同様トリポッドの支配に疑問を持っていた)。それを目の当たりにし、ウィルはキャップへの疑念を強める。
オジマンディアス
ジャックの戴帽式の後で村を訪れた「はぐれ者」。実は「白い山脈」のメンバーであり、キャップやトリポッドに疑問を持つ少年たちを探していた。彼に出会い、地図や知識を与えられ、ウィルは旅に出る。作中ではその後ウィルと再会した描写はない。
カーティス
オリオン号の船長で、「白い山脈」のメンバー。イギリスからフランスに渡る際、ウィルとヘンリーを乗せた。
第4巻では間接的に再登場し、ヘンリーを北米に誘う。
トゥール・ルージュ伯爵夫妻
赤い塔の城（シャトー・ドウ・ラ・トウール・ルージュ）に住む貴族の夫婦。騎士や騎士見習いを抱える領主で、意識不明のウィル（と仲間）を保護した。ウィルを気に入り、養子にしたがっていた。性格は善良で慈悲深いものの、キャップ人であり、最終的にはウィルは逃げ出す。
エロワーズ(学研版の訳では「エロイーズ」)
伯爵夫妻の娘。いつもターバンを巻いているが、その下はキャップが隠されていた（貴族なので、髪が生えそろってからターバンを取るしきたり）。ウィルと仲良くなるが、キャップ人であると分かり、彼の熱が冷めてしまう。
馬上槍試合に伴う美人コンテストで優勝し、トリポッドの都市へと連行されるが、本人や周囲は、それを無上の喜びと感じている。第3巻では、彼女が一種の剥製として異星人の都市で展示されている姿が描写される。
第3巻に登場。
ユリウス
「白い山脈」を率いる老人（60代）。潜入作戦のメンバー（ウィル、ビーンポール、フリッツ）も選抜した。引き続き第4巻にも登場し、指揮を取る。
ウルフ
エーリケーニッヒ号の船長で、「白い山脈」のメンバー。潜入作戦のメンバーを競技会の会場まで運ぶ役目だったが、ウィルとはそりが合わない。第4巻では配置転換でウィルの上司となる。
ハンス
川の中の島に住んでいる人物。世捨て人のようなもので、キャップはしていないが、地元住民からも不干渉とされ、トリポッドも、放っておいてもこの地域の支配に問題ないと判断したのだろうとウィル達は推測した。ウィルとビーンポールを一時的に助けるものの、考えも合わず非協力的で、ウィルらが彼の船を盗んで逃亡したのを追い、溺れてしまう。
ピエール
「白い山脈」のメンバーで評議会の一員。フランス南部出身。ユリウスの指揮権に反対の立場を取る。第4巻にも登場。
「トリポッドを追い払うまで」という条件で協力するが、異星人を一掃した後、採決を行いユリウスを追放する。その結果を良しとせず、アメリカ合衆国、ドイツ、イギリスは脱退する。

## 映像化
1984年にはBBCによりテレビドラマ化されている。全3シーズン39話の予定であったが、実際に製作されたのは2シーズン26話までで、未完となっている。
2004年頃、ディズニーによる映画化の企画があった。